# Équipe cycliste Delta Cycling Rotterdam

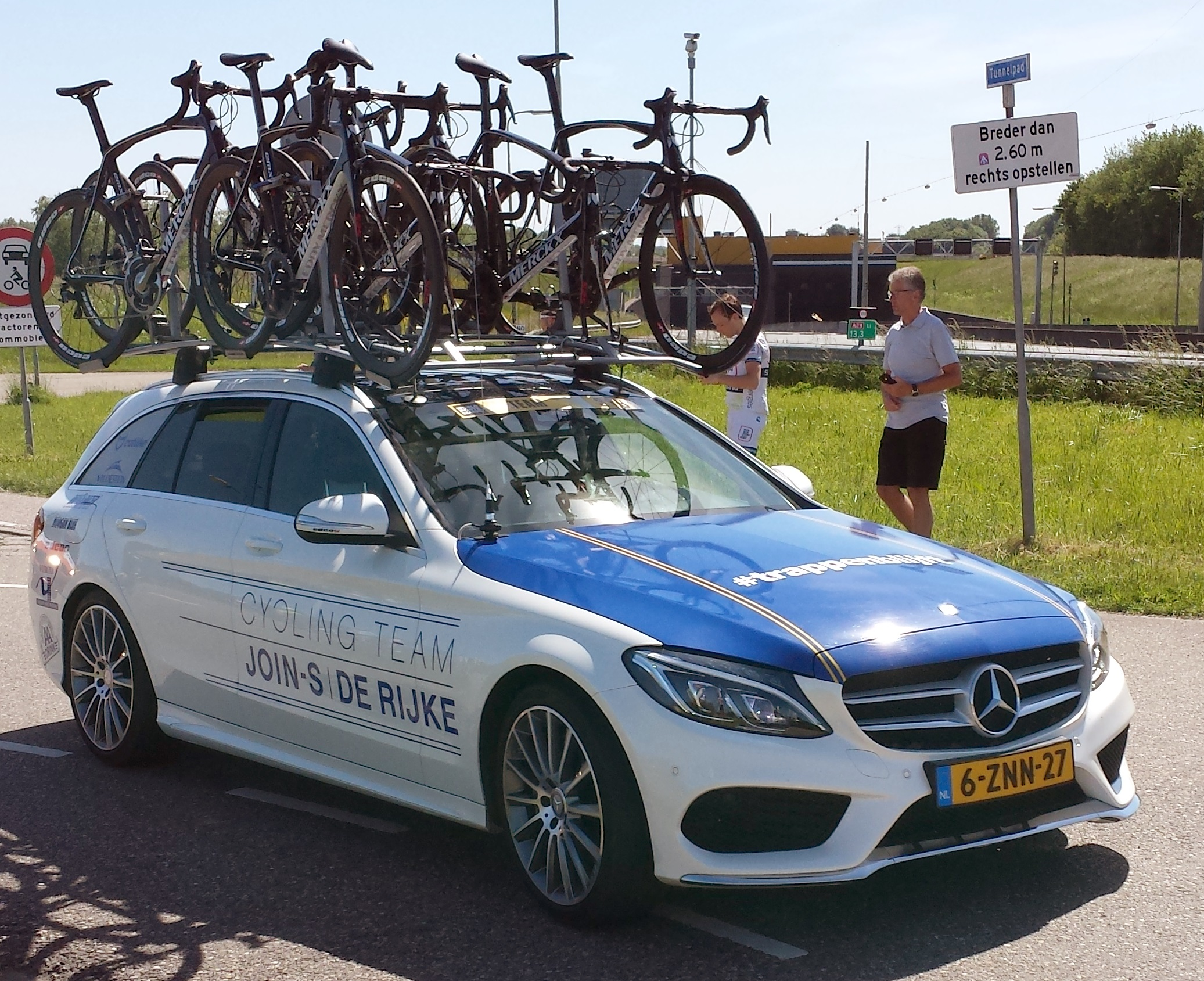
Véhicule d'assistance de l'équipe

L'équipe cycliste Delta Cycling Rotterdam est une équipe cycliste néerlandaise, active entre 1998 et 2018. Elle participe aux circuits continentaux de cyclisme et en particulier l'UCI Europe Tour entre 2005 et 2015.

## Histoire de l'équipe
L'équipe est créée en 1998 sous le nom de Van Vliet-Weba.
En 2017, l'équipe change de nom et devient Delta Cycling Rotterdam. Elle devient une équipe formatrice et ne conserve dans son effectif aucun coureur de plus de 27 ans. C'est notamment le cas de Jetse Bol, Wouter Mol et Coen Vermeltfoort.
En 2019, faute de sponsor, Delta Cycling Rotterdam ne demande pas de licence d'équipe continentale et redevient une équipe de club au niveau national avant de disparaitre.

## Principales victoires

### Classiques
- PWZ Zuidenveld Tour : Angelo van Melis (2002)
- ZLM Tour : Angelo van Melis (2003)
- Flèche flamande : Bram Schmitz (2008)
- Tour de Düren : Bram Schmitz (2008), Rikke Dijkxhoorn (2011) et Dylan Groenewegen (2014)
- Ster van Zwolle : Bram Schmitz (2009)
- Arno Wallaard Memorial : Coen Vermeltfoort (2013)
- Tour de Hollande-Septentrionale : Dylan Groenewegen (2013)
- Himmerland Rundt : Yoeri Havik (2013)
- Grand Prix du 1er mai - Prix d'honneur Vic De Bruyne : Coen Vermeltfoort (2013)
- Kernen Omloop Echt-Susteren : Dylan Groenewegen (2013) et Daan Meijers (2016)
- Flèche du port d'Anvers : Yoeri Havik (2014)
- Tour des Flandres espoirs : Dylan Groenewegen (2014)
- Grand Prix Marcel Kint : Jan-Willem van Schip (2016)
- Tour de Drenthe : Jan-Willem van Schip (2017)

### Courses par étapes
- OZ Wielerweekend : Rick Flens (2003 et 2005)
- Tour de Slovaquie : Joost van Leijen (2007)
- Tour de Normandie : Bram Schmitz (2009), Ronan van Zandbeek (2010)
- Olympia's Tour : Jetse Bol (2015)
- Rás Tailteann : Luuc Bugter (2018)

### Championnats nationaux
- Championnats d'Allemagne de cyclo-cross : 1
  - Élites : 2012 (Christoph Pfingsten)

## Classements UCI

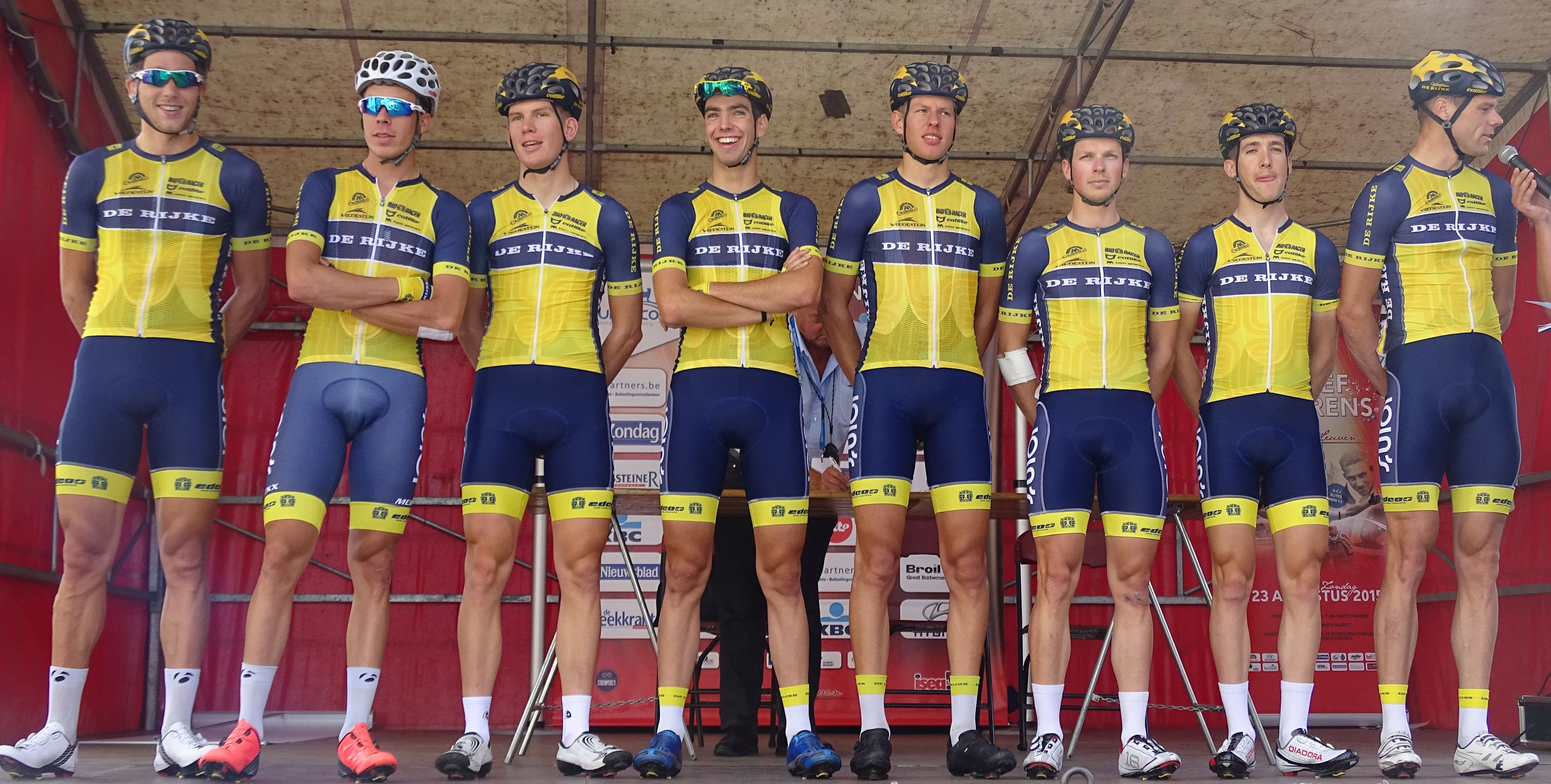
L'équipe lors du GP Jef Scherens en 2015

Jusqu'en 1998, les équipes cyclistes sont classées par l'UCI dans une division unique. En 1999 le classement UCI par équipes est divisé entre GSI, GSII et GSIII. Entre 2003 et 2004, l'équipe est classée parmi les Groupes Sportifs III (GSIII), la troisième division des équipes cyclistes professionnelles. Les classements donnés ci-dessous sont ceux de la formation en fin de saison.
| Saison | Classement par équipes | Meilleur coureur au classement individuel |
| ------ | ---------------------- | ----------------------------------------- |
| 2003   | 39e (GSIII)            | Angelo van Melis (1190e)                  |
| 2004   | 57e (GSIII)            | Wilco Zuijderwijk (761e)                  |

À partir de 2005, l'équipe participe aux circuits continentaux et principalement à des épreuves de l'UCI Europe Tour. Les tableaux ci-dessous présentent les classements de l'équipe sur les différents circuits, ainsi que son meilleur coureur au classement individuel.
UCI Africa Tour
| Saison | Classement par équipes | Meilleur coureur au classement individuel |
| ------ | ---------------------- | ----------------------------------------- |
| 2008   | 19e                    | Roel Egelmeers (110e)                     |

UCI Asia Tour
| Saison | Classement par équipes | Meilleur coureur au classement individuel |
| ------ | ---------------------- | ----------------------------------------- |
| 2008   | 22e                    | Joost Van Leijen (65e)                    |
| 2016   | 94e                    | Jan-Willem van Schip (621e)               |

UCI Europe Tour
| Saison | Classement par équipes | Meilleur coureur au classement individuel |
| ------ | ---------------------- | ----------------------------------------- |
| 2005   | 61e                    | Sebastian Langeveld (235e)                |
| 2006   | 83e                    | Thomas Berkhout (260e)                    |
| 2007   | 75e                    | Johnny Hoogerland (264e)                  |
| 2008   | 42e                    | Bram Schmitz (67e)                        |
| 2009   | 52e                    | Bram Schmitz (118e)                       |
| 2010   | 42e                    | Bram Schmitz (117e)                       |
| 2011   | 52e                    | Yoeri Havik (109e)                        |
| 2012   | 43e                    | Dylan Groenewegen (179e)                  |
| 2013   | 22e                    | Dylan Groenewegen (51e)                   |
| 2014   | 30e                    | Coen Vermeltfoort (60e)                   |
| 2015   | 48e                    | Coen Vermeltfoort (125e)                  |
| 2016   | 33e                    | Coen Vermeltfoort (621e)                  |
| 2017   | 55e                    | Jan-Willem van Schip (204e)               |

UCI Oceania Tour
| Saison | Classement par équipes | Meilleur coureur au classement individuel |
| ------ | ---------------------- | ----------------------------------------- |
| 2008   | 4e                     | Joost van Leijen (5e)                     |

## Delta Cycling Rotterdam en 2018

### Effectif
| Cycliste            | Date de naissance | Nationalité | Équipe 2017                  |  |
| ------------------- | ----------------- | ----------- | ---------------------------- |  |
| Sjoerd Bax          | 6 janvier 1996    | Pays-Bas    | Delta Cycling Rotterdam      |  |
| Luuc Bugter         | 10 juillet 1993   | Pays-Bas    | Delta Cycling Rotterdam      |  |
| Eamon Lucas         | 15 octobre 1992   | États-Unis  | Decock-Van Eyck-Devos-Capoen |  |
| Ike Groen           | 31 mai 1992       | Pays-Bas    | Delta Cycling Rotterdam      |  |
| Vincent Hoppezak    | 2 février 1999    | Pays-Bas    |                              |  |
| Adriaan Janssen     | 12 décembre 1995  | Pays-Bas    |                              |  |
| Daan Meijers        | 11 avril 1991     | Pays-Bas    | Delta Cycling Rotterdam      |  |
| Gerco Pastoor       | 17 mai 1998       | Pays-Bas    | Delta Cycling Rotterdam      |  |
| Justin Timmermans   | 25 septembre 1996 | Pays-Bas    | Baby-Dump                    |  |
| Rens Tulner         | 16 février 1998   | Pays-Bas    | Delta Cycling Rotterdam      |  |
| Jason van Dalen     | 2 juillet 1994    | Pays-Bas    | Delta Cycling Rotterdam      |  |
| Marijn van den Berg | 19 juillet 1999   | Pays-Bas    |                              |  |
| Jens van den Dool   | 10 novembre 1998  | Pays-Bas    | Delta Cycling Rotterdam      |  |

### Victoires
| Date       | Course                                 | Pays    | Classe | Vainqueur       |
| ---------- | -------------------------------------- | ------- | ------ | --------------- |
| 22/05/2018 | 3e étape de la Ras Tailteann           | Irlande | 2.2    | Luuc Bugter     |
| 23/05/2018 | 4e étape de la Ras Tailteann           | Irlande | 2.2    | Jason van Dalen |
| 27/05/2018 | Classement général de la Ras Tailteann | Irlande | 2.2    | Luuc Bugter     |

## Saisons précédentes
- De Rijke en 2014
- Join-S-De Rijke en 2015
- Join-S-De Rijke en 2016